# Nokere Koerse feminina
A Nokere Koerse feminina (oficialmente: Danilith Nokere Koerse voor Dames) é uma carreira profissional feminina de um dia que se disputa em Bélgica.
A carreira foi criada no ano de 2019 como concorrência de categoria 1.1 do calendário internacional feminino da UCI.

## Palmarés
| Ano  | Vencedor      | Segundo       | Terceiro          |           |
| ---- | ------------- | ------------- | ----------------- | --------- |
| 2019 | Lorena Wiebes | Lisa Klein    | Lotte Kopecky     |           |
| 2020 | cancelado     | cancelado     | cancelado         | cancelado |
| 2021 | Amy Pieters   | Grace Brown   | Lisa Klein        |           |
| 2022 | Lorena Wiebes | Lotte Kopecky | Marta Bastianelli |           |
| 2023 | Lotte Kopecky | Lorena Wiebes | Marta Bastianelli |           |
| 2024 | Lotte Kopecky | Lorena Wiebes | Lily Williams     |           |
| 2025 | Marta Lach    | Linda Zanetti | Lara Gillespie    |           |

## Palmarés por países
| País          | Vitórias |
| ------------- | -------- |
| Países Baixos | 1        |